# ICC World Cricket League Division Three 2007
Die ICC World Cricket League Division Three 2007 war die erste Ausgabe dieses One-Day-Cricket-Wettbewerbes und fand zwischen dem 27. Mai und 2. Juni 2007 in den Australien statt. Das Wettbewerb war Teil der ICC World Cricket League 2007–09 und der internationalen Cricket-Saison 2007. Im Finale setzte sich Uganda gegen Argentinien mit 91 Runs durch. Beide Mannschaften qualifizierten sich für die ICC World Cricket League Division Two 2007.

## Teilnehmer
An dem Turnier nahmen acht Mannschaften teil. Drei Mannschaften qualifizierten sich über die ICC Trophy 2005:
| - Argentinien 1 - Papua-Neuguinea - Uganda |

Über die ICC Development Regions qualifizierten sich die folgende Mannschaften:
| - Fidschi - Italien - Hongkong | - Cayman Islands - Tansania |

## Format
In zwei Gruppen zu je vier Mannschaften spielte jedes Team gegen jedes andere ein Mal. Der Sieger eines Spiels bekam zwei Punkte, für ein Unentschieden oder No Result gab es einen Punkt. Die zwei Bestplatzierten aus jeder Gruppe qualifizierten sich für das Halbfinale. Die beiden Finalisten qualifizierten sich für die ICC World Cricket League Division Two 2007. Die Dritt- und Viertplatzierten bleiben in Division Three und nahmen an der ICC World Cricket League Division Three 2009. Die verbliebenen vier Mannschaften auf den Plätzen 5 bis 8 stiegen in die Division Four ab und nahmen an der ICC World Cricket League Division Four 2008 teil.

## Stadion
Die folgende Stadien wurden als Austragungsort vorgesehen
| Stadion            | Stadt  | Kapazität |
| ------------------ | ------ | --------- |
| Gardens Oval       | Darwin | 00200     |
| Kahlin Oval        | Darwin | 00100     |
| Marrara Oval       | Darwin | 12.500    |
| Nightcliff Oval    | Darwin | 00300     |
| Power Park         | Darwin | 00100     |
| Tracy Village Oval | Darwin | 00300     |

## Vorrunde

### Gruppe A
Tabelle
| Gruppe A        | Sp. | S | N | NR | P | NRR    |
| --------------- | --- | - | - | -- | - | ------ |
| Argentinien     | 3   | 2 | 1 | 0  | 4 | +1.200 |
| Papua-Neuguinea | 3   | 2 | 1 | 0  | 4 | +0.176 |
| Italien         | 3   | 2 | 1 | 0  | 4 | −0.139 |
| Fidschi         | 3   | 0 | 3 | 0  | 0 | −1.361 |

Spiele
| 27. Mai Scorecard | Darwin (PP) | Fidschi 136 (46.4)                   | – | Papua-Neuguinea 142-9 (49.5) |
|                   |             | Papua-Neuguinea gewinnt mit 1 Wicket |   |                              |

| 27. Mai Scorecard | Darwin (GO) | Italien 175-9 (50)        | – | Argentinien 174 (50) |
|                   |             | Italien gewinnt mit 1 Run |   |                      |

| 28. Mai Scorecard | Darwin (GO) | Papua-Neuguinea 91 (40.1)         | – | Argentinien 92-5 (40.3) |
|                   |             | Argentinien gewinnt mit 5 Wickets |   |                         |

| 28. Mai Scorecard | Darwin (MO) | Italien 186-9 (50)          | – | Fidschi 149 (45.4) |
|                   |             | Italien gewinnt mit 37 Runs |   |                    |

| 30. Mai Scorecard | Darwin (NO) | Italien 134-9 (50)                    | – | Papua-Neuguinea 135-2 (33.1) |
|                   |             | Papua-Neuguinea gewinnt mit 8 Wickets |   |                              |

| 30. Mai Scorecard | Darwin (MO) | Fidschi 44 (21.2)                  | – | Argentinien 46-0 (5) |
|                   |             | Argentinien gewinnt mit 10 Wickets |   |                      |

### Gruppe B
Tabelle
| Gruppe B       | Sp. | S | N | NR | P | NRR    |
| -------------- | --- | - | - | -- | - | ------ |
| Uganda         | 3   | 3 | 0 | 0  | 6 | +1.493 |
| Cayman Islands | 3   | 2 | 1 | 0  | 4 | +1.030 |
| Tansania       | 3   | 1 | 2 | 0  | 2 | −0.767 |
| Hongkong       | 3   | 0 | 3 | 0  | 0 | −1.926 |

Spiele
| 27. Mai Scorecard | Darwin (KO) | Uganda 220-5 (50)          | – | Hongkong 129 (36.5) |
|                   |             | Uganda gewinnt mit 92 Runs |   |                     |

| 27. Mai Scorecard | Darwin (TVO) | Tansania 206-6 (50)                   | – | Cayman Islands 210-0 (45.4) |
|                   |              | Cayman Islands gewinnt mit 10 Wickets |   |                             |

| 28. Mai Scorecard | Darwin (NO) | Tansania 64 (24.1)           | – | Uganda 70-6 (22.1) |
|                   |             | Uganda gewinnt mit 4 Wickets |   |                    |

| 28. Mai Scorecard | Darwin (PP) | Hongkong 67 (24.5)                   | – | Cayman Islands 70-2 (9.3) |
|                   |             | Cayman Islands gewinnt mit 8 Wickets |   |                           |

| 30. Mai Scorecard | Darwin (MO) | Uganda 153 (48.3)          | – | Cayman Islands 127 (48.2) |
|                   |             | Uganda gewinnt mit 26 Runs |   |                           |

| 30. Mai Scorecard | Darwin (TVO) | Hongkong 161 (47.2)            | – | Tansania 165-5 (46.1) |
|                   |              | Tansania gewinnt mit 5 Wickets |   |                       |

## Platzierungsspiele

### Platzierungsrunde um die Plätze 5 bis 8
| 31. Mai Scorecard | Darwin (MO) | Hongkong 195 (50)            | – | Italien 146 (45) |
|                   |             | Hongkong gewinnt mit 49 Runs |   |                  |

| 31. Mai Scorecard | Darwin (MO) | Fidschi 173 (48.5)             | – | Tansania 174-7 (43.4) |
|                   |             | Tansania gewinnt mit 3 Wickets |   |                       |

#### Spiel um Platz 7
| 2. Juni Scorecard | Darwin (MO) | Fidschi 123 (47.4)            | – | Italien 124-4 (31.2) |
|                   |             | Italien gewinnt mit 6 Wickets |   |                      |

#### Spiel um Platz 5
| 2. Juni Scorecard | Darwin (MO) | Hongkong 242-6 (50)           | – | Tansania 113 (33.1) |
|                   |             | Hongkong gewinnt mit 129 Runs |   |                     |

### Platzierungsrunde um die Plätze 1 bis 4
| 31. Mai Scorecard | Darwin (GO) | Cayman Islands 102 (39.3)         | – | Argentinien 103-6 (34.2) |
|                   |             | Argentinien gewinnt mit 4 Wickets |   |                          |

| 31. Mai Scorecard | Darwin (TVO) | Papua-Neuguinea 203-6 (50)  | – | Uganda 204-9 (49.2) |
|                   |              | Uganda gewinnt mit 1 Wicket |   |                     |

#### Spiel um Platz 3
| 2. Juni Scorecard | Darwin (PP) | Papua-Neuguinea 263-6 (50)          | – | Cayman Islands 240-9 (50) |
|                   |             | Papua-Neuguinea gewinnt mit 23 Runs |   |                           |

#### Finale
| 2. Juni Scorecard | Darwin (GO) | Uganda 241-8 (50)          | – | Argentinien 150 (46.3) |
|                   |             | Uganda gewinnt mit 91 Runs |   |                        |

## Abschlusstabelle
| Pos | Team            | Anmerkung                                                |
| --- | --------------- | -------------------------------------------------------- |
| 1   | Uganda          | Aufstieg zur ICC World Cricket League Division Two 2007  |
| 2   | Argentinien     | Aufstieg zur ICC World Cricket League Division Two 2007  |
| 3   | Papua-Neuguinea | Verbleib in ICC World Cricket League Division Three 2009 |
| 4   | Cayman Islands  | Verbleib in ICC World Cricket League Division Three 2009 |
| 5   | Hongkong        | Abstieg zur ICC World Cricket League Division Four 2008  |
| 6   | Tansania        | Abstieg zur ICC World Cricket League Division Four 2008  |
| 7   | Italien         | Abstieg zur ICC World Cricket League Division Four 2008  |
| 8   | Fidschi         | Abstieg zur ICC World Cricket League Division Four 2008  |